# Аллио, Рене
Рене́ Аллио́ (фр. René Allio; 3 августа 1924, Марсель, Франция — 27 марта 1995, Париж, Франция) — французский театральный и кинорежиссёр, сценарист, продюсер, сценограф и художник.

## Биография
Учился живописи в Париже. Работал театральным декоратором. С 1957 года сотрудничал с режиссёром Роже Планшоном в Вийёрбане (Театр де ла Сите), работал в других театрах (Комеди Франсез, Опера Гарнье, Национальный народный театр, Ла Скала, Королевская шекспировская компания). В кино дебютировал в 1962 году киновставками в спектакль «Мёртвые души» (по Н. В. Гоголю). В 1963 году состоялся режиссёрский дебют («Скирда»). Был художником социально-критической проблематики. Главные герои — бунтари, пытающиеся выйти за рамки конформизма, навязанного обществом. Демонстрация житейской прозы сочеталась с чувством трагического. Интерес к исторической тематике объяснялся желанием приблизить историю к современности, наполнив её как визуальным рядом, так и аллюзиями. Часто снимал непрофессиональных актёров. В 1976 году основал в Марселе собственную киномастерскую. Одним из его воспитанников стал Сирил Коллар.

## Работы в театре
- 1965 — «Собор Парижской Богоматери», балет Мориса Жарра в постановке Ролана Пети, Парижская опера (сценография спектакля).

## Фильмография

### Режиссёр
- 1963 — Скирда / La Meule (к/м)
- 1965 — Недостойная старая дама / La Vieille Dame indigne
- 1967 — Одна и другая / L’Une et l’Autre
- 1969 — Пьер и Поль / Pierre et Paul
- 1972 — Камизары / Les Camisards
- 1973 — Трудный день королевы / Rude journée pour la reine
- 1976 — Я, Пьер Ривьер, который зарезал свою мать, сестру и брата / Moi, Pierre Rivière, ayant égorgé ma mère, ma sœur et mon frère…
- 1980 — Возвращение в Марсель / Retour à Marseille
- 1981 — / L’Heure exquise
- 1984 — Матрос 512 / Le Matelot 512
- 1988 — Офтальмолог / Un médecin des lumières (ТВ)
- 1991 — Транзит / Transit
- 1991 — Против забвения / Contre l’oubli

### Сценарист
- 1963 — Скирда / La Meule (к/м)
- 1965 — Недостойная старая дама / La Vieille Dame indigne (по Бертольду Брехту)
- 1967 — Одна и другая / L’Une et l’Autre
- 1969 — Пьер и Поль / Pierre et Paul
- 1972 — Камизары / Les Camisards
- 1973 — Трудный день королевы / Rude journée pour la reine
- 1976 — Я, Пьер Ривьер, который зарезал свою мать, сестру и брата / Moi, Pierre Rivière, ayant égorgé ma mère, ma sœur et mon frère… (по Мишелю Фуко)
- 1980 — Возвращение в Марсель / Retour à Marseille
- 1984 — Матрос 512 / Le Matelot 512
- 1991 — Транзит / Transit

### Художник
- 1981 — Прерывистые сердца / Les intermittences du coeur (ТВ)
- 1996 — Собор Парижской Богоматери / Notre-Dame de Paris (ТВ)
- 1997 — Арлезианка / L’Arlésienne (ТВ)

### Продюсер
- 1973 — Трудный день королевы / Rude journée pour la reine

## Награды
- 1972 — Премия международного евангелического жюри (программа «Форум») «22-го Берлинского международного кинофестиваля» («Камизары»)
- 1972 — Премия Международной Католической организации в области кино — рекомендация (программа «Форум») «22-го Берлинского международного кинофестиваля» («Камизары»)
- 1977 — Премия международного евангелического жюри (программа «Форум») 27-го Берлинского международного кинофестиваля («Я, Пьер Ривьер, зарезал свою мать, сестру и брата…»)